# Sawada Kyōichi
Sawada Kyōichi (沢田 教一 Trạch Điền Giáo Nhất, 22 tháng 2 năm 1936 – 28 tháng 10 năm 1970) là phóng viên chiến trường người Nhật của Hãng thông tấn quốc tế UPI được trao Giải thưởng Pulitzer năm 1966. Ông bắt đầu làm phóng viên ảnh cho chi nhánh Tokyo của Hãng tin UPI vào năm 1961. Khi chiến tranh Việt Nam leo thang, Sawada yêu cầu được đến Đông Dương để tác nghiệp nhưng bị UPI từ chối. Tháng 2 năm 1965, ông sử dụng kỳ nghỉ của mình để đến Việt Nam chụp ảnh về chiến tranh và gửi cho UPI. Chính những hình ảnh này đã thuyết phục lãnh đạo UPI đồng ý cho Sawada ở lại chi nhánh của hãng tin tại Sài Gòn. Hai trong số mấy bức ảnh của ông được chọn làm "Ảnh Báo chí của Năm" vào năm 1965 và 1966. Bức ảnh năm 1965 mang tên Lánh nạn cho thấy cảnh bà mẹ và bầy con người Việt đang lội qua sông để thoát khỏi một vụ đánh bom của Mỹ. Bức ảnh nổi tiếng năm 1966 cho thấy cảnh một người lính thuộc Sư đoàn 1 Bộ binh Mỹ đang kéo lê xác của một chiến sĩ du kích Việt Cộng đến một bãi chôn lấp đằng sau chiếc M-113, sau khi anh ta bị giết trong một cuộc tấn công đêm khốc liệt giữa vài tiểu đoàn Việt Cộng với quân Úc trong trận Long Tân ngày 18 tháng 8 năm 1966.
Sawada Kyōichi đã thiệt mạng cùng với Frank Frosch, Trưởng văn phòng UPI vào năm 1970 khi đang trên đường đến đèo Kirrirom ở Campuchia. Sau khi ông mất, Câu lạc bộ Báo chí Nước ngoài đã trao tặng ông huy chương vàng Robert Capa.